# Патрик Езе Фрајдеј
Патрик Езе Фрајдеј (Кадуна, 22. децембар 1992) је нигеријски фудбалер. Игра на позицији нападача.

## Каријера
Фудбалом је почео да се бави у родној Нигерији након чега је наступао за Африка спортс из Обале Слоноваче. У лето 2013. потписао је уговор са београдским Радом.  Након само два наступа за Рад, Фрајдеј је у зимском прелазном року прешао у крушевачки Напредак.
У сезони 2014/15. наступао је за Младост из Лучана и са 15 постигнутих голова био је најбољи стрелац Суперлиге Србије. Каријеру је затим наставио у Уједињеним Арапским Емиратима, а након тога је играо и у Саудијској Арабији, Турској, Пољској, Јордану, Албанији и Катару. Вратио се у лучанску Младост у августу 2023. године.